# Accord de libre-échange d'Amérique centrale

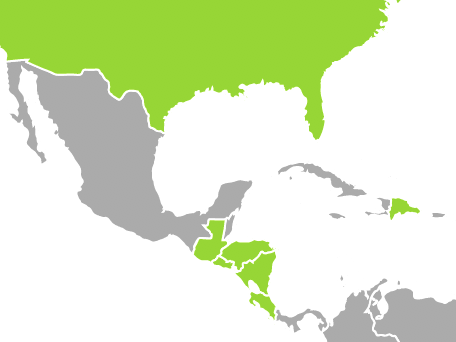
L'ALÉAC a été approuvé par le Costa Rica, la République Dominicaine, Le Salvador, le Guatemala, le Honduras, le Nicaragua et les États-Unis d'Amérique.

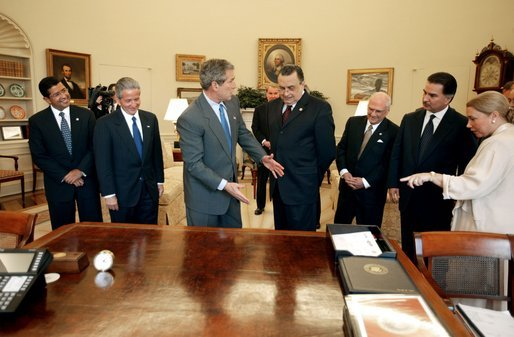
LLes présidents Francisco Flores Pérez, Ricardo Maduro, George W. Bush, Abel Pacheco, Enrique Bolaños et Alfonso Portillo.

L'accord de libre-échange entre l'Amérique centrale, les États-Unis d'Amérique et la République Dominicaine (communément appelé accord de libre-échange d'Amérique centrale, ALÉAC) est un traité ratifié entre 2004 et 2009 visant à favoriser les échanges commerciaux entre les pays signataires : Costa Rica, République dominicaine, Salvador, Guatemala, Honduras, Nicaragua et États-Unis d'Amérique. 
Au Guatemala, deux personnes sont tuées et des dizaines blessés le 15 mars 2005 lorsque la police ouvre le feu sur une manifestation contre le traité de libre-échange.